# Крепость (роман Селимовича)
Крепость (сербохорв. Tvrđava) — один из самых известных романов сербского писателя из Боснии и Герцеговины Меши Селимовича. Впервые опубликован в 1970 году.

## Сюжет
События романа разворачиваются в Боснии времён османского владычества. Действие романа происходит в мусульманской среде города Сараево в XVIII веке, сразу после битвы при Хотине. В романе повествуется история молодой человек двадцати лет Ахмет Шабо, который вернулся с турецко-русской войны, где он увидел и пережил неописуемые ужасы. Ахмет — безобидный, честный и искренний человек, повидавший ужасы войны и понявший, что война является величайшей глупостью в этом мире.
Но на родине его встречает пустой дом — практически вся его семья погибла в его отсутствие: они умерли от свирепствовавшей в то время коварной болезни. Ахмету приходится начинать новую жизнь без своих родных и близких.
Будучи мусульманином, Ахмет страстно влюбляется в христианку Тияну Белотрепич, и эта любовь становится мостом между людьми разных вероисповеданий, потому что он знает, что ненависть разделяет и разрушает нас. Это любовь, которая может поддержать нас. Через образ Ахмеда Шабы писатель показал, что может случиться с любым из нас, простых смертных. Через конфликтные отношения, которые происходят с Шабой, Селимович хочет показать способность людей отвечать на некоторые жизненные вопросы.
Ахмет устраивается писцом к мулле Ибрагиму, чью жизнь он спас, но после того, как он высказал свое мнение в большой сиеле с Хаджи Духотиной, его избивают и заставляют уйти с работы.
Однако Сараево, где он живёт, — это место, где обман и предательство являются правилом. Ахмету, честному человеку, приходится жить в аморальном мире. У него есть возможность улучшить свое положение в обществе и получить некоторый достаток, но для этого ему надо пойти на компромисс с самим собой. Ахмет отказывается пойти на это. Он впал в немилость, потому что говорил открыто и честно.